# Liste der Naturdenkmale in Frei-Laubersheim
Die Liste der Naturdenkmale in Frei-Laubersheim nennt die im Gemeindegebiet von Frei-Laubersheim ausgewiesenen Naturdenkmale (Stand 7. März 2024).

## Naturdenkmale
| Nr.         | Bezeichnung                  | Lage                                              | Beschreibung                       | Bild                                    |
| ----------- | ---------------------------- | ------------------------------------------------- | ---------------------------------- | --------------------------------------- |
| ND-7133-436 | Dorflinde                    | Kirchenpforte, bei Nr. 9/11 Lage                  | Tilia sp.                          | Direkt Bild zu diesem Denkmal hochladen |
| ND-7133-448 | Speierling im Katharinenwald | nördlich des Ortes; Abteilung Katharinenwald Lage | Sorbus domestica                   | Fotos hochladen                         |
| ND-7133-450 | Auf dem Bäder                | nördlich des Ortes Lage                           | Ödland; flächenhaftes Naturdenkmal | Direkt Bild zu diesem Denkmal hochladen |

## Ehemalige Naturdenkmale
| Nr. | Bezeichnung  | Lage                   | Beschreibung                                                    | Bild                                    |
| --- | ------------ | ---------------------- | --------------------------------------------------------------- | --------------------------------------- |
|     | Berlochsberg | südlich des Ortes Lage | Ödland; flächenhaftes Naturdenkmal; Rechtsverordnung aufgehoben | Direkt Bild zu diesem Denkmal hochladen |